# باج‌گیری (فیلم ۱۹۷۳)
باج‌گیری (به هندی: Blackmail) فیلمی محصول سال ۱۹۷۳ و به کارگردانی ویجی آناند است. در این فیلم بازیگرانی همچون درمندرا، راکهی گولزار، شاتورگان سینها، افتخار ایفای نقش کرده‌اند.